# Brillenmonarch

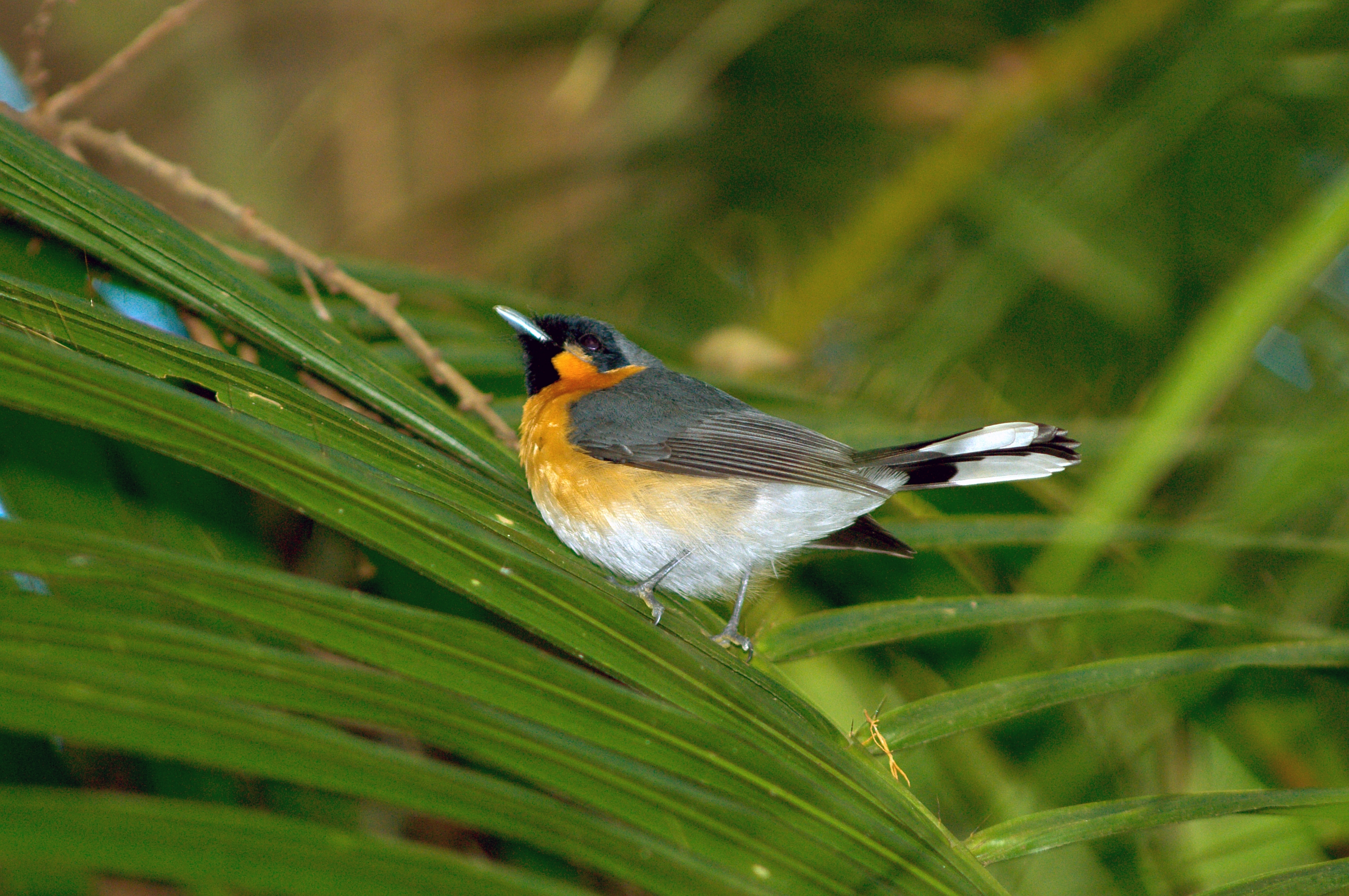
Brillenmonarch

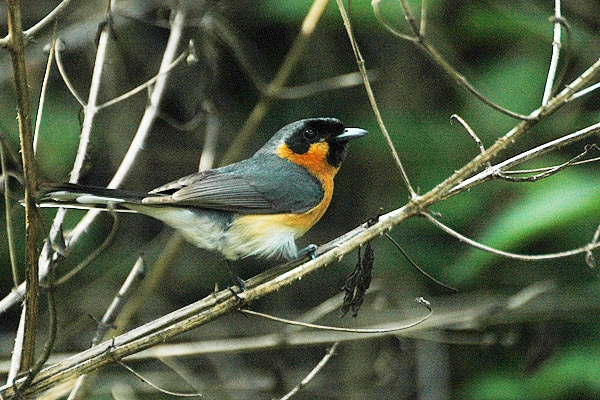
Brillenmonarch, Queensland, Australien

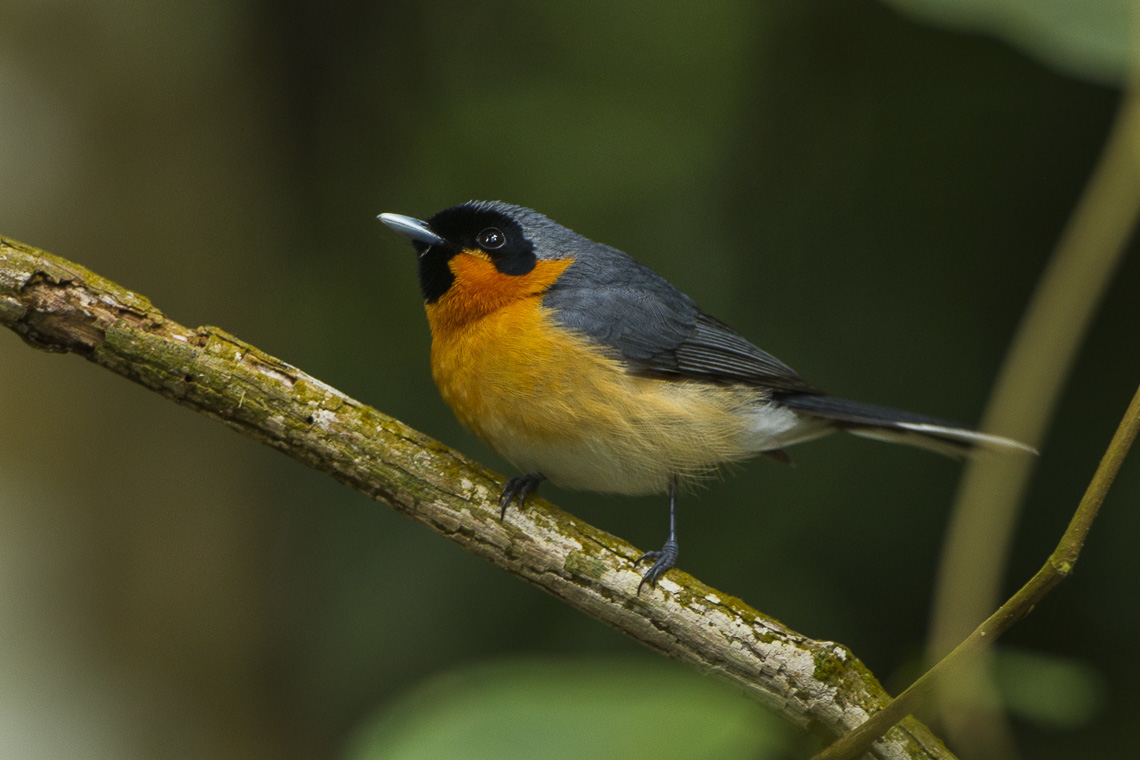
Brillenmonarch, Queensland

Der Brillenmonarch (Symposiachrus trivirgatus) ist ein Vogel aus der Familie der Monarchen (Monarchidae). Er kommt in Australien, Neuguinea und Inseln der Wallacea, den Kleinen Sundainseln und den Molukken vor.
Die IUCN stuft die Bestandssituation dieser Art als ungefährdet (least concern) ein. Es werden mehrere Unterarten unterschieden.

## Merkmale

### Körperbau und Farbgebung
Der Brillenmonarch erreicht eine Körperlänge von rund 14 bis 17 cm, wovon 7 bis 7,8 Zentimeter auf den Schwanz entfallen. Der Schnabel ist 15,8 bis 16,2 mm lang. Der Brillenmonarch hat eine Flügellänge von 73,8 – 75,8 mm und eine Flügelspannweite von durchschnittlich 22,5 Zentimeter. Das Gewicht liegt zwischen 8 und 16 g. Ein Geschlechtsdimorphismus ist nicht vorhanden.

### Adulte Vögel
Die Stirn, der vordere Scheitel, die Zügel, die Federn über und unter dem Auge, die Ohrdecken, das Kinn und die Mitte der Kehle sind schwarz und bilden so eine schwarze Gesichtsmaske. Dagegen hebt sich das orange-braune Gefieder des vorderen Halses, der Halsseiten und der Vorderbrust stark ab. Der hintere Scheitel sowie der hintere Nacken und die gesamte Körperoberseite sind bläulich schiefergrau. Die zusammengefalteten Flügel sind ebenfalls schiefergrau, bei geöffneten Flügeln sind die Innenfahnen sichtbar. Das Schwanzgefieder ist schwarz mit weißen Spitzen auf den äußeren Steuerfedern, die bei dem äußersten Steuerfederpaar fast die Hälfte der Feder einnimmt.
Allen Unterarten ist die orange-braune Färbung der Brust gemeinsam, die Färbung der übrigen Körperunterseite hängt von der jeweiligen Unterart ab. Sie reicht von einer reinweißen Körperunterseite bis zu einem orange-braunen Gefieder an Vorderbauch und Flanken mit einem weißlichen Bürzel, einem weißlichen Unterbauch und weißlichen Unterschwanzdecken. Der Schnabel ist blaugrau mit einer kleinen dunkelgrauen Spitze. Die Iris ist dunkelbraun, die Beine und Füße sind dunkel blaugrau.

### Jungvögel
Bislang sind nur die Jungvögel der Unterart Symposiachrus trivirgatus melannorrhoa wissenschaftlich beschrieben. Bei dieser Unterart fehlt bei Jungvögeln die schwarze Gesichtsmaske und ihr Gefieder ist überwiegend grau mit einem zimtfarbenen Ton beim Scheitel. Die Zügel sind zimtfarben. Kehle und die Halsseiten sind blass orange-braun.

## Verbreitungsgebiet und Lebensraum
Der Brillenmonarch kommt auf Inseln der Wallacea, den Kleinen Sundainseln, den Molukken und im Louisiade-Archipel vor. Er ist außerdem ein Brutvogel in der Region des Flusses Fly im Süden Neuguineas und im Nordosten und Osten Australiens. Das australische Verbreitungsgebiet ist sehr groß und erstreckt sich in einem langen Band entlang der Küste von der Kap-York-Halbinsel im Norden und Port Stephens im Süden. Es gibt vereinzelte Meldungen aus der Region rund um Sydney. Das Zugverhalten von Brillenmonarchen ist noch nicht abschließend untersucht. In Australien halten sich Brutvögel im Osten Australiens während des Winterhalbjahres im Nordosten von Queensland und auf Inseln der Torres-Straße auf. Der Zug nach Norden findet gewöhnlich im März und April statt. Sie kehren in den Monaten September bis Oktober wieder in den Süden zurück. Einige der Unterarten sind vermutlich Standvögel.
Der Lebensraum ist gewöhnlich die dichte niedrige Vegetation in Regenwäldern, aber auch in feuchten Hartlaubwäldern. Gelegentlich kommt er auch in Mangroven und trockeneren Hartlaubwäldern, in licht bewaldeten Regionen, Parkanlagen und Gärten vor. Sein präferierter Lebensraum sind aber feuchte, dicht bewachsene Schluchten.

## Lebensweise
Der Brillenmonarch lebt einzelgängerisch und paarweise, nur gelegentlich wird er auch in kleineren Trupps beobachtet. Häufig ist er mit anderen insektenfressenden Singvögeln vergesellschaftet. Er ist ein auffälliger, sehr agiler und neugieriger Vogel, der deutlich agiler ist als der im gleichen Verbreitungsgebiet vorkommende Schwarzflügel-Monarch. Er hält sich meist in einem Bereich von fünf bis 15 Meter über dem Erdboden auf, nur sehr selten ist er auch in Baumkronen zu sehen. Auf den Boden kommt er nur äußerst selten. Er frisst ausschließlich Wirbellose und deckt den größten Teil seines Nahrungsbedarfes mit Insekten.

## Fortpflanzung
Die Fortpflanzungsbiologie des Brillenmonarchs ist noch nicht abschließend untersucht. Die Brutzeit fällt jedoch im gesamten Verbreitungsgebiet in den Zeitraum Oktober bis Februar. Das Nest wird gewöhnlich in einer Astgabel gebaut und befindet sich häufig in Gewässernähe. Es ist ein tiefes, napfförmiges Nest, das aus kleinen Rindenstreifen, Pflanzenfasern, kleinen Wurzeln, Blättern und Moos gebaut wird. Das Vollgelege umfasst zwei oder drei Eier, die im Abstand von einem Tag vom Weibchen gelegt werden. Die Brutzeit beträgt etwa 17 Tage, es brütet nach jetzigem Erkenntnisstand nur das Weibchen. Die Nestlinge sind nach etwa 17 bis 20 Tage flügge. Sie werden zwischen fünf bis sechs Wochen von den Elternvögeln versorgt.